# Dorothea Beale
Dorothea Beale, född 21 mars 1831 i London, död 9 november 1906 i Cheltenham, var en brittisk skolledare och rösträttskvinna.
Beale var, tillsammans med Emily Davies och Frances Buss, en av ledande inom den brittiska rörelsen för kvinnors utbildning. Hon blev 1858 rektor för Cheltenham Ladies College, vilket under hennes ledning vann ett högt anseende. I anslutning till detta startade hon ett lärarseminarium (St Hilda's) och 1892 grundade hon St Hilda's College i Oxford. Hon var medlem av Kensington Society och deltog i rörelsen för kvinnlig rösträtt.